# Oogkas
De oogkas of orbita is een opening in de schedel waar het oog in ligt. De oogkas wordt behalve aan de voorkant van het oog aan alle kanten door bot beschermd.
De bovenkant van de oogkas wordt aan de voorkant door de processus orbitalis ossis frontalis gevormd en aan de achterzijde door de ala minor ossis sphenoidis. De laterale wand bestaat uit een deel van het jukbeen en de ala major ossis sphenoidis. De bodem wordt vooraan gevormd door de facies orbitalis van het bovenkaaksbeen en achteraan door de processus orbitalis ossis palatini. Aan de margo infraorbitalis wordt de bodem nog voltooid door het jukbeen. De mediale wand bestaat uit de lamina orbitalis ossis ethmoidis, het traanbeen en het wiggenbeen. Dan zijn er nog delen van het voorhoofdsbeen en het bovenkaakbeen die de oogkas beschermen.

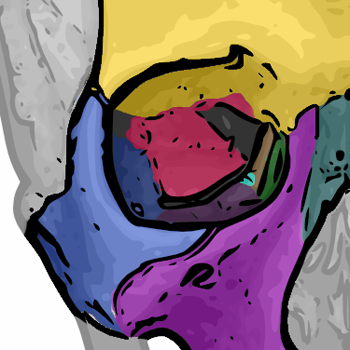
Oogkas van de mens
Voorhoofdsbeen
Traanbeen
Zeefbeen
Jukbeen
Bovenkaaksbeen
Os palatinum
Wiggenbeen

## Openingen
- Fissura orbitalis superior
- Fissura orbitalis inferior
- Canalis opticus
- Foramen zygomaticoorbitale
- Foramen ethmoidale anterius
- Foramen ethmoidale posterius